# テングノタチ

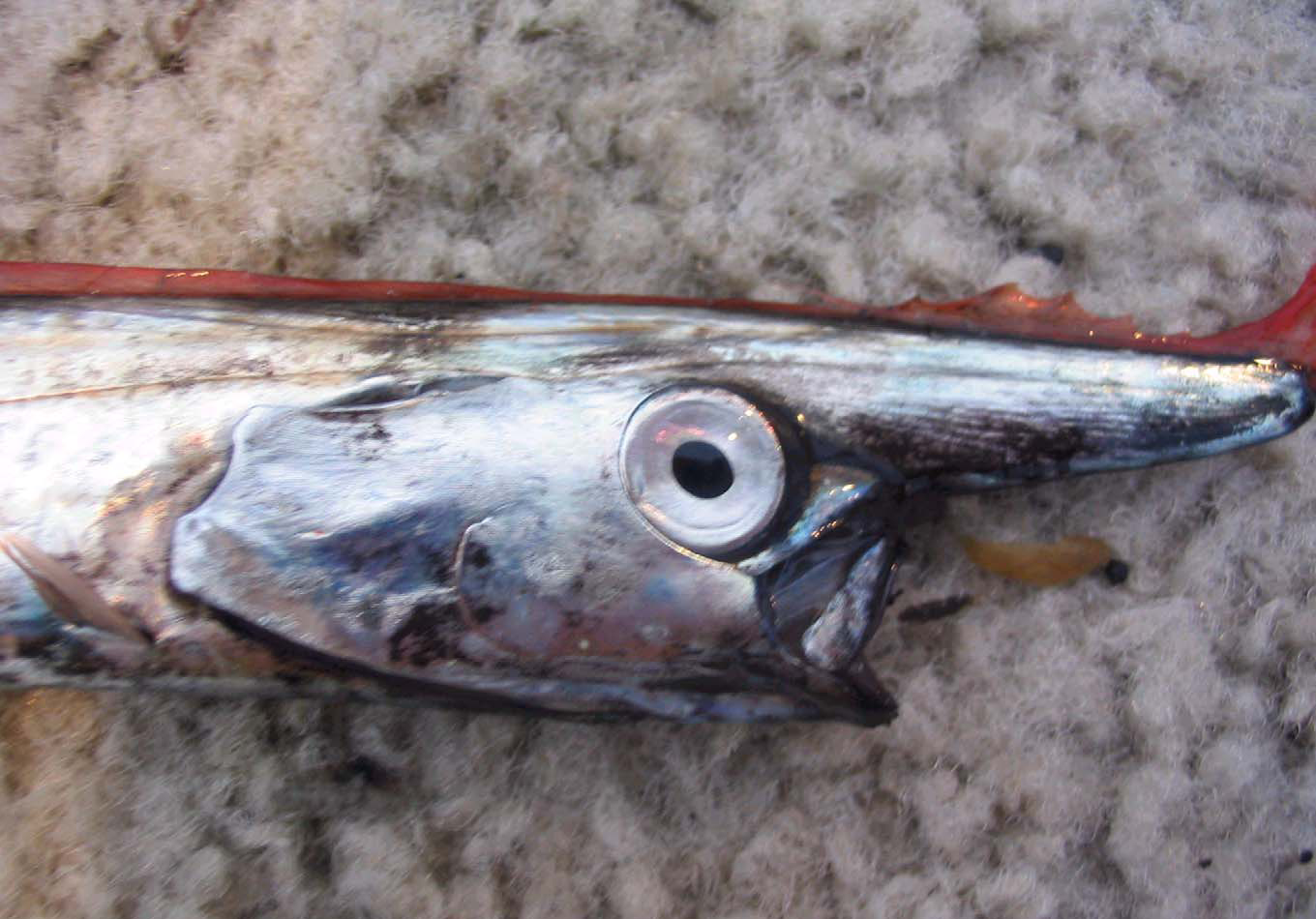
頭部拡大

テングノタチ（天狗之太刀、学名：Eumecichthys fiski、英名：Unicorn crestfish）は、条鰭綱アカマンボウ目アカナマダ科テングノタチ属の深海魚。

## 特徴
体長は大型の個体であれば1.5メートルを越える。
暖海性の魚で、日本ではまれに漁獲され、北は北海道函館沖、南は神奈川県相模湾から鹿児島県沖、高知県沖、山口県沖、南アフリカや、ベーリング海などで確認された。太平洋の暖海域の中層1000m付近に広く分布、ごく稀に台風などの後に海岸に打ち上げられる事がある。
体高が高いアカナマダとは対照的に、ウナギのような体型で、体長は体高の19-30倍である。アカマンボウ目の魚の多くに見られる側扁した細長い体や銀灰色の体色で、赤色の背鰭を持ち、臀鰭は5-9軟条ある。他の種類にない目立った特徴として、頭部上部が角のように著しく張り出し、横からみると剣のようにも見える。その先端に赤い背鰭が付いており、これが和名の由来となっている。英語では Unicorn crestfish と呼ばれるように、角のようにも見える。
その頭部張り出しの根元には口があり、目も大きい。特徴的な頭部と体型に、太刀という名前から、タチウオにも似ているが、タチウオとは類縁関係が遠い。
また、魚類には珍しく、肛門付近に墨汁嚢を持ち、イカ墨のような墨汁が肛門から出る。

## 生態
深海魚でかつ、稀種なので詳しい事は不明。
アカマンボウ目の近縁魚類のように、表層部分を頭部を上にして漂っているが、それ以外には殆ど生態が解明されていない。